# Pedro Cannavó
Pedro Bernardo Cannavó (El Palomar, 10 de abril de 1978) es un eclesiástico católico argentino, obispo auxiliar de Buenos Aires desde 2024.

## Biografía
Nació el 10 de abril de 1978, en la ciudad argentina de El Palomar, Buenos Aires. Hijo de Antonino Pedro y María Cristina Cannavó. Creció en el barrio Cardenal Santiago Copello de Buenos Aires.
Realizó su formación secundaria en el Instituto Social Militar Dr. Dámaso Centeno, donde se graduó. El sacerdote Raúl Perrupato, fue una figura importante en su crecimiento espiritual.
Estudió en la Facultad de Ciencias Políticas, pero descubrió su vocación religiosa y abandonó sus estudios universitarios para seguirla. En 2002, ingresó al Seminario Metropolitano de Buenos Aires, donde realizó sus estudios eclesiásticos.

### Sacerdocio
Fue ordenado diácono, y sirvió en la parroquia Santa Clara (2009). Su ordenación sacerdotal fue el 21 de noviembre de 2009, en el Microestadio Malvinas Argentinas, a manos del cardenal-arzobispo Jorge Mario Bergoglio SJ; incardinándose en la arquidiócesis de Buenos Aires.
Como sacerdote desempeñó los siguientes ministerios:
- Vicario parroquial de Santa Clara (2010-2013).[4]
- Vicario parroquial de Nuestra Señora de Caacupé, en Caballito (2013-2014).
- Capellán del Instituto Social Militar Dr. Dámaso Centeno de Buenos Aires (2013-2024).[3]
- Vicario parroquial de Virgen Inmaculada de Lourdes, en Flores (2014-2016).[2]
- Residente de la parroquia Santa Isabel de Hungría y capellán externo de la Iglesia María Madre Purísima (2016-2021).
- Capellán del Instituto Monseñor Dillon, de la Asociación Católica Irlandesa (2020-2021).
- Párroco de San Saturnino y San Judas (2021-2023).
- Párroco de Santa María, Madre del Pueblo, en Villa 1-11-14 del Bajo Flores (2023-2024).

### Episcopado
El 19 de junio de 2024, el papa Francisco lo nombró obispo auxiliar de Buenos Aires, junto a Iván Dornelles y Alejandro Pardo. También lo nombró obispo titular de Idassa. Fue consagrado el 3 de agosto del mismo año, en la Catedral de Buenos Aires; a manos del arzobispo Jorge Ignacio García Cuerva.
- Vicario episcopal de la Vicaría Flores (desde 2024).[7]
- Vicario episcopal de la Vicaría para el Servicio de la Caridad y el Desarrollo Humano (desde 2024).[8]

En la Conferencia Episcopal Argentina es, desde noviembre de 2024, miembro de las Comisión Episcopal de Pastoral Social.